# アイヌ語方言辞典

収録地域

アイヌ語方言辞典（アイヌごほうげんじてん）は、1964年に岩波書店から出版されたアイヌ語の10の方言の基礎語彙や基本表現を収めた辞典である。編者は服部四郎。共編者は知里真志保、木村彰一、山本謙吾、三根谷徹、北村甫、田村すず子。
収録語彙数は約2100語。収録地域は、北海道の八雲、幌別、沙流、帯広、美幌、旭川、名寄、宗谷の8方言と樺太のライチシカ方言、千島方言（こちらは独自の調査によるものではなく、鳥居龍蔵の『千島アイヌ』より引用）。
語彙の選択基準は、日本語、英語、ドイツ語、フランス語、ロシア語などの基礎語彙に関する研究に依拠している。そのために、アイヌに特有な文化に関する語彙の収録に問題がある。しかし、アイヌ語研究者・学習者には基礎的な文献とされている。当時のパンフレットには「アイヌ語は滅びようとしている本辞典は学界への貴重な贈物だ」とある。
1990年以降、言語学界では、アイヌ語を含めた危機に瀕する言語の研究に力が入れられるようになったが、この辞典はその先駆けをなすものとして現在において評価される。

## 分類
語彙は以下の分類がされている。
- 1． 人体
- 2． 生死，健康，病気
- 3． 人間
- 4． 人間関係
- 5． 社会
- 6． 言語，伝達
- 7． 移動，交通
- 8． 人に対する行動
- 9． 授受
- 10． 衣
- 11． 食
- 12． 住，火
- 13． 仕事
- 14． 道具
- 15． 物に関する行動
- 16． 存在，変化，異同
- 17． 能力，行為
- 18． 知識活動，精神活動
- 19． 信仰，儀式
- 20． 遊び，芸能
- 21． 動物
- 22． 植物
- 23． 鉱物
- 24． 地文
- 25． 天文，自然現象
- 26． 空間
- 27． 時間
- 28． 数，量
- 29． 形
- 30． 色，音，匂
- 31． 価値，性質
- 32． 程度，方法
- 33． 代名詞，指示詞など
- 34． 助詞など
- 35． 間投詞，挨拶のことばなど

## ギャラリー
以下にアイヌ語方言辞典に収録されている語彙かつ服部四郎・知里真志保（1960）「アイヌ語諸方言の基礎語彙統計学的研究」に収録されていない語彙の方言地図の例を示す。
アイヌ語方言地図
- 髪の毛
- 顔
- 眉
- まつげ
- 猫
- 湯気
- 今日

### 関連組織
- 日本言語学会
- 危機言語小委員会
- Terralingua（生物の多様性と言語の多様性を関連づけて活動するNGO）